# Анна фон Диц
Анна фон Диц (на немски: Anna von Diez; * ок. 1306 във Фалендар, Прусия; † сл. 1343/1352) е графиня от Графство Диц и чрез женитби господарка на Рункел и графиня на Насау-Хадамар.

## Произход
Тя е дъщеря на граф Готфрид III фон Диц, княз на Фалендар († сл. 1348), и съпругата му и Агнес фон Изенбург († сл. 1274). Нейният брат Герхард VI фон Диц († 1343) e женен пр. 1324 г. или пр. 26 юни 1332 г. за графиня Юта фон Насау-Хадамар († 1370), дъщеря на граф Емих I фон Насау-Хадамар и Анна фон Цолерн-Нюрнберг.

## Фамилия
Първи брак: със Зигфрид VI фон Рункел († 1342), син на Дитрих II фон Рункел († 1352) и Агнес фон Даун († сл. 1331). Те имат децата:
- Дитрих III фон Рункел († 1402), женен сл. 1375 г. за Юта фон Сайн († 1421)
- Фридрих II (* ок. 1347; † 24 юли 1375)
- Зигфрид VII (* ок. 1374; † сл. 1397)
- Йохан († сл. 1400)
- Агнес († сл. 1380)
- Хайнрих († сл. 1347)

Втори брак: сл. 1342 г. с Емих II фон Насау-Хадамар († 1359), вторият син на граф Емих I от Насау-Хадамар († 1334) и съпругата му Анна фон Цолерн-Нюрнберг († ок. 1357). Той е брат на нейната снаха Юта фон Насау-Хадамар († 1370). Те нямат деца.